# Триарсенид тетраолова
Триарсенид тетраолова — бинарное неорганическое соединение
олова и мышьяка
с формулой Sn4As3,
кристаллы.

## Получение
- Сплавление стехиометрических количеств чистых веществ:

{\displaystyle {\mathsf {4Sn+3As\ {\xrightarrow {588^{o}C}}\ Sn_{4}As_{3}}}}

## Физические свойства
Триарсенид тетраолова образует кристаллы
тригональной сингонии,
пространственная группа R 3m,
параметры ячейки a = 1,223 нм, α = 19,22°, Z = 1

(по другим данным пространственная группа R 3m, 
параметры ячейки в гексагональной установке a = 0,4089 нм, c = 3,6059 нм, Z = 3
).
Переходит в сверхпроводящее состояние при температуре <1,2 К.